# Father and Son (film)
Pour les articles homonymes, voir Father and Son.
Pour plus de détails, voir Fiche technique et Distribution.
Father and Son (Foo ji ching, 父子情) est un film hongkongais, sorti en 1981.
Il remporte le Hong Kong Film Award du meilleur film en 1982.

## Synopsis
Le jeune Luo Jiaxing et son père vivent dans des situations difficiles.

## Fiche technique
- Titre : Father and Son
- Titre original : Foo ji ching (父子情)
- Réalisation : Allen Fong
- Pays de production : Hong Kong
- Format : couleurs - 35 mm - 1,85:1 - mono
- Genre : drame
- Durée : 97 minutes
- Date de sortie : 1981

## Distribution
- Cheung Yu-ngor : Law Kar-hing
- Shih Lei : Law San-muk
- Yun Sin-mei : Law Kar-hei
- Yung Wai-man : le plus jeune frère de la famille Law
- Zhu Hong : la femme de Law